# Lanaträsket
Lanaträsket är en sjö i Åsele kommun i Lappland och ingår i Gideälvens huvudavrinningsområde. Sjön har en area på 1,97 kvadratkilometer och ligger 282,9 meter över havet. Sjön avvattnas av vattendraget Gideälven.

## Delavrinningsområde
Lanaträsket ingår i det delavrinningsområde (711925-161237) som SMHI kallar för Utloppet av Lanaträsket. Medelhöjden är 288 meter över havet och ytan är 6,44 kvadratkilometer. Räknas de 108 avrinningsområdena uppströms in blir den ackumulerade arean 1 224,62 kvadratkilometer. Avrinningsområdets utflöde Gideälven mynnar i havet. Avrinningsområdet består mestadels av skog (51 procent) och sankmarker (14 procent). Avrinningsområdet har 2,14 kvadratkilometer vattenytor vilket ger det en sjöprocent på 33,2 procent.